# آل سالم عبد الله (لودر)

تعديل مصدري - تعديل

آل سالم عبد الله هي إحدى قرى عزلة زارة بمديرية لودر التابعة لمحافظة أبين، بلغ تعداد سكانها 31 نسمة حسب تعداد اليمن لعام 2004.